# Svend Gade
Svend Lauritz Gade (født 9. februar 1877, død 25. juni 1952) var en dansk manuskriptforfatter, scenograf og filminstruktør. Han arbejdede i USA og Tyskland såvel som i sit hjemland.

## Udvalgt filmografi
- Maharadjahens Yndlingshustru I (1917)
- Hamlet (1921)
- Das Geheimnis von Brinkenhof (1923)
- Rosita (1923)
- Three Women (1924)
- Fifth Avenue Models (1925)
- Peacock Feathers (1925)
- Siege (1925)
- The Blonde Saint (1926)
- Watch Your Wife (1926)
- Into Her Kingdom (1926)
- Jazz Mad (1928)
- The Masks of the Devil (1928)
- Der Weg durch die Nacht (1929)

## Eksterne links
- Svend Gade på Internet Movie Database (engelsk)
- Svend Gade på Filmdatabasen
- Svend Gade på danskefilm.dk
- Svend Gade på danskfilmogtv.dk
- Svend Gade på Scope
- Svend Gade på Svensk Filmdatabas (svensk)
- Svend Gade på AllMovie (engelsk)
- Svend Gade på The Movie Database (engelsk)